# Skamnarium
Skamnarium is een geslacht van neteldieren uit de klasse van de Anthozoa (bloemdieren).

## Soort
- Skamnarium complanatum (Verseveldt, 1977)